# Prodiamesa chuzenigra
Prodiamesa chuzenigra är en tvåvingeart som beskrevs av Sasa 1989. Prodiamesa chuzenigra ingår i släktet Prodiamesa och familjen fjädermyggor. Inga underarter finns listade i Catalogue of Life.